# عمر الشمري
عمر الشمري لاعب كرة قدم سعودي ، يلعب في الوسط .
لعب مع نادي الفيصلي في الفئات السنية و نادي سدير و انضم في عام 2016 إلى نادي الفيحاء .